# Sir'Dominic Pointer
Sir'Dominic Denzel Pointer, né le 6 mai 1992 à Détroit dans le Michigan, est un joueur américain de basket-ball. Il évolue aux postes d'arrière et d'ailier.

## Clubs successifs
- 2011-2015 :  Red Storm de Saint John (NCAA).

## Statistiques

### Universitaires
Les statistiques en matchs universitaires de Sir'Dominic Pointer sont les suivants :
| Année     | Équipe     | Matches | Titul. | Min./m. | %tir | %3pts | %l-f | rbds/m. | pass/m. | int/m. | ctr/m. | pts/m. |
| --------- | ---------- | ------- | ------ | ------- | ---- | ----- | ---- | ------- | ------- | ------ | ------ | ------ |
| 2011-2012 | Saint John | 32      | 25     | 30,0    | 40,6 | 18,9  | 55,4 | 4,59    | 1,53    | 1,53   | 0,91   | 6,59   |
| 2012-2013 | Saint John | 32      | 30     | 26,8    | 51,0 | 33,3  | 65,8 | 5,50    | 2,84    | 1,44   | 0,91   | 6,91   |
| 2013-2014 | Saint John | 33      | 1      | 21,2    | 43,8 | 15,0  | 73,1 | 3,15    | 1,85    | 1,21   | 1,06   | 5,88   |
| 2014-2015 | Saint John | 33      | 32     | 34,6    | 52,4 | 08,0  | 72,5 | 7,64    | 2,91    | 1,91   | 2,39   | 13,70  |
| Total     |            | 125     | 73     | 27,8    | 47,8 | 20,0  | 68,2 | 5,10    | 2,24    | 1,54   | 1,31   | 8,06   |

## Palmarès
- Haggerty Award (2015)
- Second-team All-Big East (2015)
- Big East Co-Defensive Player of the Year (2015)
- Big East Most Improved Player (2015)